# Miesbach
Miesbach là một thị trấn tại Bayern, Đức, và là trung tâm hành chính của huyện Miesbach. Huyện này nằm ở một độ cao khoảng 697 m trên mặt biển. Thị trấn này cách München khoảng 48 km. Hồ Schliersee và hồ Tegernsee, và chung quanh những hồ này là những nơi nghỉ mát có tiếng quốc tế như Bad Wiessee, Rottach-Egern và Tegernsee, nằm gần đó.

Miesbach được thành lập khoảng năm 1000 và hàng 100 năm là trung tâm của hạt Hohenwaldeck. Vào thế kỷ 19 nó là trung tâm của phong trào bảo tồn y phục cổ truyền, die Tracht.
Miesbach cũng có một lịch sử lâu đời là nơi đi hành hương và là một làng hầm mỏ, mà vẫn còn có thể thấy trong phong cảnh của thị trấn.
Miesbach là nơi sinh của họa sĩ vẽ theo kiểu Verismo, Christian Schad.

## Thị trấn kết nghĩa
- Tewkesbury, Gloucestershire, UK

## Sách báo
- Langheiter, Alexander: Miesbach. Ein Kulturführer. Miesbach: Maurusverlag, 2006.